# Christian Rudolpf
Christian Rudolpf (República Democrática Alemana, 15 de febrero de 1949) fue un atleta alemán especializado en la prueba de 400 m vallas, en la que consiguió ser subcampeón europeo en 1971.

## Carrera deportiva
En el Campeonato Europeo de Atletismo de 1971 ganó la medalla de plata en los 400 m vallas, con un tiempo de 49.3 segundos, llegando a meta tras el francés Jean-Claude Nallet que con 49.2 segundos igualaba el récord de los campeonatos, y por delante del soviético Dmitriy Stukalov (bronce con 50.0 s).